# Георги Георгиев (Едига)
Георги Илиев Георгиев е български революционер, деец на Вътрешната македоно-одринска революционна организация.

## Биография
Роден е в 1882 година в лозенградското село Едига, тогава в Османската империя. Присъединява се към ВМОРО в 1900 година и действа като легален деец, куриер. Участва в Илинденско-Преображенското въстание от лятото на 1903 година с четата на Георги Кондолов. При раздялата на четата се присъединява към групата от 40 – 50 четници, оглавена от Тодор Четника и Димитър Самоковлията, която в началото на август обкръжава и изгаря турското село Сазара, като губи двама души. Оттеглят се към Едига и след три дена влизат в сражение с редовна войска. След пристигане на подкрепления се оттеглят към България и минават границата при Алан Кайряк. Георгиев остава в България.
Участва в Първата световна война с 4-ти опълченски полк и 2-ри пехотен македонски полк.
На 27 април 1943 година, като жител на Слънчево, Варненско, подава молба за българска народна пенсия. Молбата е одобрена и пенсията е отпусната от Министерския съвет на Царство България.